# Collegiate Peaks Wilderness
La Collegiate Peaks Wilderness est une aire protégée américaine située dans les comtés de Chaffee, Gunnison, Lake et Pitkin, au Colorado. Fondée en 1980, elle protège 671,2 km2 à cheval sur les forêts nationales de Gunnison, San Isabel et White River.

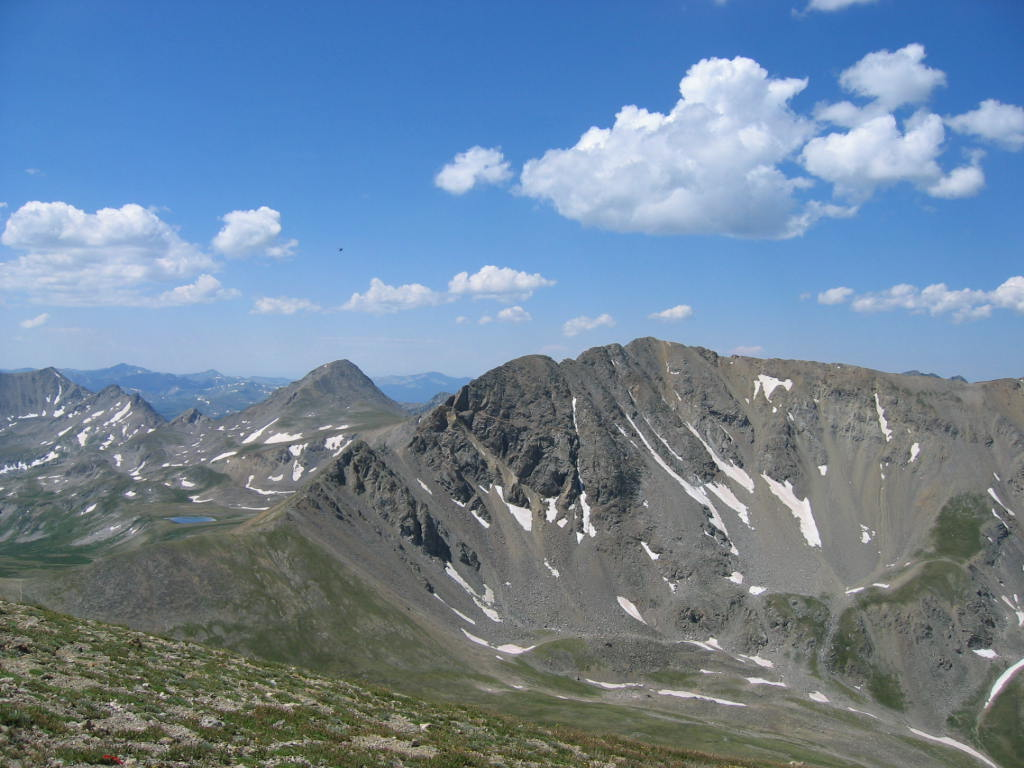
Missouri Mountain.